# Etienne Verhoeyen
Etienne Verhoeyen (Wetteren, 2 augustus 1945) is een Belgisch historicus, specialist van de Tweede Wereldoorlog en de geheime diensten in België.

## Levensloop
Na middelbare studies aan het Koninklijk Atheneum van Wetteren, studeerde Verhoeyen aan de Rijksuniversiteit Gent en behaalde er in 1968 het licentiaat in de moraalwetenschappen.
Hij trouwde en kreeg twee kinderen.
Van 1967 tot 1970 was hij hoofdredacteur van Tliedboek, een kritisch tijdschrift over chansons, folk en kleinkunst.
Van 1969 tot 1977 was hij leraar niet-confessionele zedenleer in het gemeenschapsonderwijs.
Van 1977 tot 1989 was hij wetenschappelijk medewerker bij de tv-serie van Maurice De Wilde over de Tweede Wereldoorlog in België op de BRT. In het kader daarvan was hij ook redacteur van een reeks van zes tv-programma's over "het minste kwaad" (een vorm van gedeeltelijke medewerking met de bezetter om erger te voorkomen).
Vanaf 1989 was hij redacteur bij de historische reeksen van de BRT(N)/VRT Boulevard en Histories. Hij ontwikkelde ook eigen programma's over o.a. de geschiedenis van de IJzertoren, Sporen van de Grote Oorlog (materiële sporen van de Eerste Wereldoorlog in de Westhoek), Herman Teirlinck, Jaap Kruithof, Jan Emiel Daele, André Cools, de geschiedenis van Voeren en de Belgische communisten in de Koude Oorlog.
Ook sinds 1989 werd hij geassocieerd onderzoeker bij CegeSoma. Zijn onderzoeksdomeinen waren: de activiteit in België van de Belgische, Franse, Britse en Duitse inlichtingen- en actiediensten in de periode 1914-1950. Over dit thema publiceerde hij een zeventigtal artikelen.
Hij publiceerde ook verschillende boeken, waaronder L'extrème-droite en Belgique (1975), De moord op Lahaut, in samenwerking met Rudi Van Doorslaer (1985), Het minste kwaad (1990), België bezet (1993), La Belgique occupée, de l’An 40 à la Libération (1995), Spionnen aan de achterdeur, de Duitse Abwehr in België (2011).
Ook in het decennium na zijn pensionering bleef hij actief publiceren.

## Publicaties

### Boeken
- L’extrème-droite en Belgique, Brussel, CRISP, 1975.
- De kreeft met de zwarte scharen: 50 jaar rechts en uiterst rechts in België (samen met Frank Uytterhaegen), Gent, Masereelfonds, 1981.
- De moord op Julien Lahaut. Het communisme als binnenlandse vijand (in samenwerking met Rudi Van Doorslaer), Leuven, Kritak, 1985, 2e druk 2010.
- L'Allemagne nazie, la police Belge et l'anticommunisme en Belgique (1936-1944): un aspect des relations Belgo-Allemandes (in samenwerking met Rudi Van Doorslaer), Dhondt, 1986.
- Het minste kwaad, Kapellen, DNB Uitg. Pelckmans, 1990.
- België bezet 1940-1944: een synthese, Brussel, BRTN, 1993.
- La Belgique occupée: de l'an 40 à la Libération, Brussel, Ed. De Boeck, 1994.
- Spionnen aan de achterdeur. De Duitse Abwehr in België 1936-1945, Antwerpen, Maklu, 2011.

### Artikelen
- De herderlijke brief van kardinaal van Roey over de capitulatie van 28 mei 1940: het aandeel van advocatuur en magistratuur, in: Bijdragen-Cahiers, nr. 5, 1978.
- De ‘zending Hannecart’ en de verhouding koning-regering in augustus 1940, in: Belgisch Tijdschrift voor Nieuwste Geschiedenis, 1980.
- Kultuur, politiek en kultuurpolitiek tijdens de tweede wereldoorlog, in: Kultuurleven, september 1985.
- L’Allemagne nazie, la police belge et l’anticommunisme (1936-1944), inː Belgisch Tijdschrift voor Nieuwste Geschiedenis, 1986 (in samenwerking met Rudi Van Doorslaer).
- Les grands industriels belges entre collaboration et résistance: le moindre mal, in: Bijdragen-Cahiers, 1986..
- Les industriels belges entre collaboration et résistance: le moindre mal, in: Revue du Nord, 1987.
- De financiering van het dagblad ‘De Schelde-Volk & Staat’ (1929-1940), in : Wetenschappelijke Tijdingen, 1987 & 1988.
- Un groupe de résistants du Nord-Hainaut: la Phalange Blanche, in: Bijdragen-Cahiers, 1989.
- Anatole Gobeaux, Numa Bouté et le service ‘Mill’, in: Mémoire d’Ixelles, 1990.
- Quelques aspects de la résistance en 1940: l’affaire de Flobecq, in: Bulletin de la Société Royale d’Archéologie et Histoire d’Ath, 1991.
- Wat beweegt de Vlaamse Bewegers ?, in: Belgisch Tijdschrift voor Filologie en Geschiedenis, 1991.
- Résistances et résistants en Belgique occupée (1940-44), in: Belgisch Tijdschrift voor Filologie en Geschiedenis, 1992.
- Le gouvernement en exil et le soutien clandestin aux réfractaires, in: Le travail obligatoire en Allemagne 1942-1945, Actes du symposium tenu à Bruxelles les 6 et 7 octobre 1992.
- Le service de renseignements ‘Marc’, deel 1 + 2, in: Bijdragen-Cahiers, 1991 & 1992.
- ‘Honorables correspondants’: citoyens belges et services de renseignements ‘alliés’ en période de neutralité (septembre 1939-mai 1940), deel 1 + 2, in: Belgisch Tijdschrift voor Militaire Geschiedenis, 1992.
- De Duitse Abwehr in België (1939-1940), deel 1, 2 + 3, in: Belgisch Tijdschrift voor Militaire Geschiedenis, 1992 & 1993.
- Il y a cinquante ans mourait Walthère Dewé, in: La Vie Wallonne, 1993.
- Un réseau belge du Nord: Ali-France, in: Revue du Nord, 1994.
- La résistance belge vue de Londres: ententes et divergences entre Belges et Britanniques, in: Actes du colloque ‘La Résistance et les Européens du Nord’, 23-25 november 1994.
- Un mythe du début de l’occupation: les soi-disant atterrissages d’avions anglais en 1940-41, in: Regards sur la guerre aérienne en Hainaut occidental, 1995.
- De SOE-NKVD-overeenkomst van september 1941, in: NISA-Nieuwsbrief, 1995.
- François De Kinder, messager auprès du Roi, décembre 1943-avril 1944, in: Bijdragen-Cahiers, 1995.
- Raymond Scheyven, in: Nouvelle Biographie Nationale, Académie Royale des Sciences, des Lettres et des Beaux-Arts, 1997.
- Léopold III et les ‘Londoniens’, in: M. Dumoulin, M. Van den Wijngaert & V. Dujardin, Léopold III, Brussel, Ed. Complexe, 2001.
- Une étape vers la liberté: le relais de Heer-Agimont, in: Ardenne Wallonne, Cercle d’Histoire régionale de la Pointe de Givet et terres limitrophes, 2003.
- Van magistraat tot geheim agent. Robert De Schrevel, alias ‘Roger de Saule’: een Belg in de Franse militaire inlichtingendienst, 1939-1942, in: BEG, 2003.
- ‘Oom Roger’ en de SR Air 40. Belgen en Nederlanders in de Franse militaire inlichtingendiensten (1939-1942), in: Tijding, Kroniek van de heemkundige kring het Zuidkwartier, 2004.
- De ‘Sondergruppe Student’ en de voorbereiding van de Militärverwaltung in België, in: Belgische Bijdragen tot de Militaire Geschiedenis, 2005.
- Les années londoniennes, in: La Sûreté, Essais sur les 175 ans de la Sûreté de l’Etat, Brussel, Politeia, 2005 (samen met Emmanuel Debruyne).
- Belgische vliegers in dienst van de Abwehr, in: Brussels Air Museum Magazine, 2007.
- Het avontuurlijke leven van Hermann Knüfken, zeeman en revolutionair, in: Brood & Rozen, 2008.
- Agents secrets à la frontière belgo-allemande. Des services de renseignements belges, alliés et allemands entre 1920 et 1940 dans la région d’Eupen (saùen met Philippe Beck), in: Cahiers d’Histoire du Temps Présent, 2009.
- An international spymaster and mystery man: Abwehr officer Hilmar G.J. Dierks and his agents (in samenwerking met F.A.C. Kluiters), www.nisa-intelligence.nl, 2009.
- Agents doubles et triple jeu: la pénétration des services secrets allemands par le service de renseignements français en Belgique (1936-1940), in: Radicalités, identités, patries, Hommage au professeur Francis Balace, textes rassemblés par Alain Colignon, Catherine Lanneau et Philippe Raxhon, Editions de l’Université de Liège, 2009.
- De Abwehr en de ‘verdachten’ van mei 1940, in: Wetenshappelijk Tijdingen, 2009.
- Een Duits netwerk bij de voorbereiding van de Militärverwaltung in België 1939-1940, in: Wetenschappelijke Tijdingen, 2010.
- Notices biographiques, Kratzat, Lemmens, De Rijck, Schaap, Wouters, Van den Keybus, Lambert, Fictels, in: Dictionnaire biographique des Kominterniens, Collection Maitron, Paris, Editions de l’Atelier, 2010.
- Een nasleep van het Venlo-incident: het inlichtingennetwerk rond Hans Ebeling en Theo Hespers en hun ongelijke strijd met de Gestapo, www.nisa-intelligence.nl, 2011.
- De geheime zendingen vanuit Duitsland naar Vlaanderen na september 1944: roekeloos, onuitvoerbaar en onuitgevoerd, in: Wetenschappelijke Tijdingen, 2011.
- Desperados. Vlamingen in dienst van SS-Obersturmbannführer Otto Skorzeny, in: Wetenschappelijke Tijdingen, 2011.
- De textielfamilie De Maeyer uit Bornem. In dienst van Frankrijk en van het vaderland (1939-1941), in : Erfgoedcel Kapelle-op-den-Bos, ErfgoedBLAD, 2011.
- Desperados. Les groupes ‘stay behind’ de la SS en Belgique occupée et libérée (1944-45), in : Centre Liégeois d’Histoire et d’Archéologie Militaire, Bulletin d’Information, 2011.
- Contre-espionnage et autofinancement de l’Abwehr. Un exemple français: le ‘système Léopold’, in: Centre Liégeois d’Histoire et d’Archéologie Militaire, Bulletin d’Information, 2012.
- Les achats d’armes de la Cagoule en Belgique (1936-1937): chronique d’un échec annoncé, in: Liber Amicorum Prof. Dr. Paul Ponsaers, Antwerpen, Uitg. Maklu, 2012.
- L’espionnage allemand au Luxembourg avant la Deuxième Guerre mondiale 1936-1940, in: ‘Hémecht’., Revue d’Histoire luxembourgeoise, 2012 (samen, met Albert Schaack).
- De zaak Block en Celis. De moeizame relatie van de Antwerpse gerechtelijke politie met de Gestapo (1938-1941), in : Cahiers Inlichtingenstudies, 2012 & 2013.
- Le sous-réseau belge du poste de Limoges du SR Air, Notice historique no. 38 du Centre français de recherche du Renseignement, 2013.
- BLAO-BOX: un bureau de renseignements tripartite dans l’entre-deux-guerres à Bruxelles, Centre Français de Recherche sur le Renseignement, Notice historique no. 40, 2014.
- BLAO-BOX, un bureau de renseignements tripartite à Bruxelles anglo-franco-belge) dans l’entre-deux-guerres, BISC 5 (Cahiers Inlichtingenstudies), 2015.
- Wegvoeringen en weggevoerden tijdens de meidagen van 1940, in: Wetenschappelijke Tijdingen, 2014.
- Een Antwerpse cocktail. De dienst Bijzondere Opdrachten van de stedelijke politie (1937-1940): een ‘politieke politie’ van burgemeester Huysmans ?,inː Cahiers Inlichtingenstudies, 2015.
- Vorspiel und Folgen des Venlo-Zwischefalls 1939. Das Informationsnetz um Hans Ebeling und Theo Hespers und ihr ungleicher Kampf mit der gestapo, in: Jurgen W. Schmidt (uitg), Spione, Betrüger, Geheimoperationen. Fallstudien und Dokumente aus 275 Jahren Geheimdienstgeschichte, Berlin, Verlag Dr. Köster, 2015.
- La réorganisation de 1937 et le développement du service, in: M.COOLS e.a., 1915-2015. Het verhaal van de Belgische militaire inlichtingen- en veiligheidsdienst, Antwerpen, Maklu, 2015.
- Twintig jaar inlichtingenwerk (1920-1940), de netwerken van Arthur Bastin, in: M. COOLS e.a., 1915-2015. Het verhaal van de Belgische militaire inlichtingen- en veiligheidsdienst, Antwerpen, Maklu, 2015.
- Recensie van R. Coekelbeghs e.a., Gedenkboek Inlichtings- en Actieagenten, in: Cahiers Politiestudies 2016.
- De Abwehr in Nederland (1936-1945), onafgewerkt werk van Frans Kluiters, vervolledigd door Verhoeyen, 2016.
- Situering van de ‘organisatie T’, in: Cahiers Politiestudies, 2017.
- ‘Useful liaisons’. De werking van de Secret Intelligence Service in België in het interbellum, in: Cahiers Politiestudies, 2017.
- Duitse spionage en subversie in het Groothertogdom Luxemburg in: Cahiers Politiestudies, 2017.
- La Drôle de Guerre des stay behind en Belgique (1939-1940), in: Cahiers Inlichtingenstudies,2017, p. 95-108.
- ‘De vijand achterna’. Belgische agenten in dienst van Britse en Amerikaanse geheime diensten na de Bevrijding, on voorbereiding, 2019.

### Bijdragen in de reeks 'Jours de Guerre', Brussel, Gemeentekrediet-Dexia
- Les ‘honorables correspondants’, 1990.
- Missions britanniques et réseau Martiny-Daumerie, 1992.
- L’heure des saboteurs, 1992.
- La route de Londres, 1993.
- ‘Abwehr appelle Londres’: l’Englandpiel en Belgique, 1994.
- Jours de terreur, jours de doute, 1994.
- L’Orchestre Rouge en Belgique, 1939-1942, 1997.
- La ligne d’évasion Comète, 1997.
- Au service de la France, 1997.
- « Adolphe doit rester ». L’extraordinaire histoire de ‘Pat O’Leary’, 2000.
- La Résistance belge vue de Londres: le ‘cas’ du SOE, 2000.

### Inventarissen voor SOMA/CEGES
- Papieren William Ugeux, 1989.
- Archieven Luc-Marc/Mill/Zéro, 1991.
- Inlichtingennetwerken (Zéro-Eva/Portemine, Boucle, Clarence, Ali-France, Martiny-Daumerie), 1992.
- Fonds Staatsveiligheid, Documenten van de Staatsveiligheid in verband met Abwehr en Sipo-S, 1994.